# Haplostylus lobatus
Haplostylus lobatus är en kräftdjursart som först beskrevs av Nouvel 1951.  Haplostylus lobatus ingår i släktet Haplostylus och familjen Mysidae. Inga underarter finns listade i Catalogue of Life.